# Baía Farta
Baía Farta – miasto w Angoli, w prowincji Benguela.